# Lake Benton
La ville américaine de Lake Benton est située dans le comté de Lincoln, dans l’État du Minnesota. Lors du recensement de 2010, sa population s’élevait à 683 habitants.

## Source
- (en) Cet article est partiellement ou en totalité issu de l’article de Wikipédia en anglais intitulé « Lake Benton, Minnesota » (voir la liste des auteurs).